# أندرونيكوس الرابع باليولوج
أندرونيكوس الرابع باليولوج (2 أبريل 1348 - 28 يونيو 1385) كان إمبراطورًا بيزنطيًا بين 1376-1379.